# Lycée français de Malabo
Le Lycée français de Malabo est une école internationale française située à Malabo, capitale de la Guinée équatoriale.